# Václav Schulz

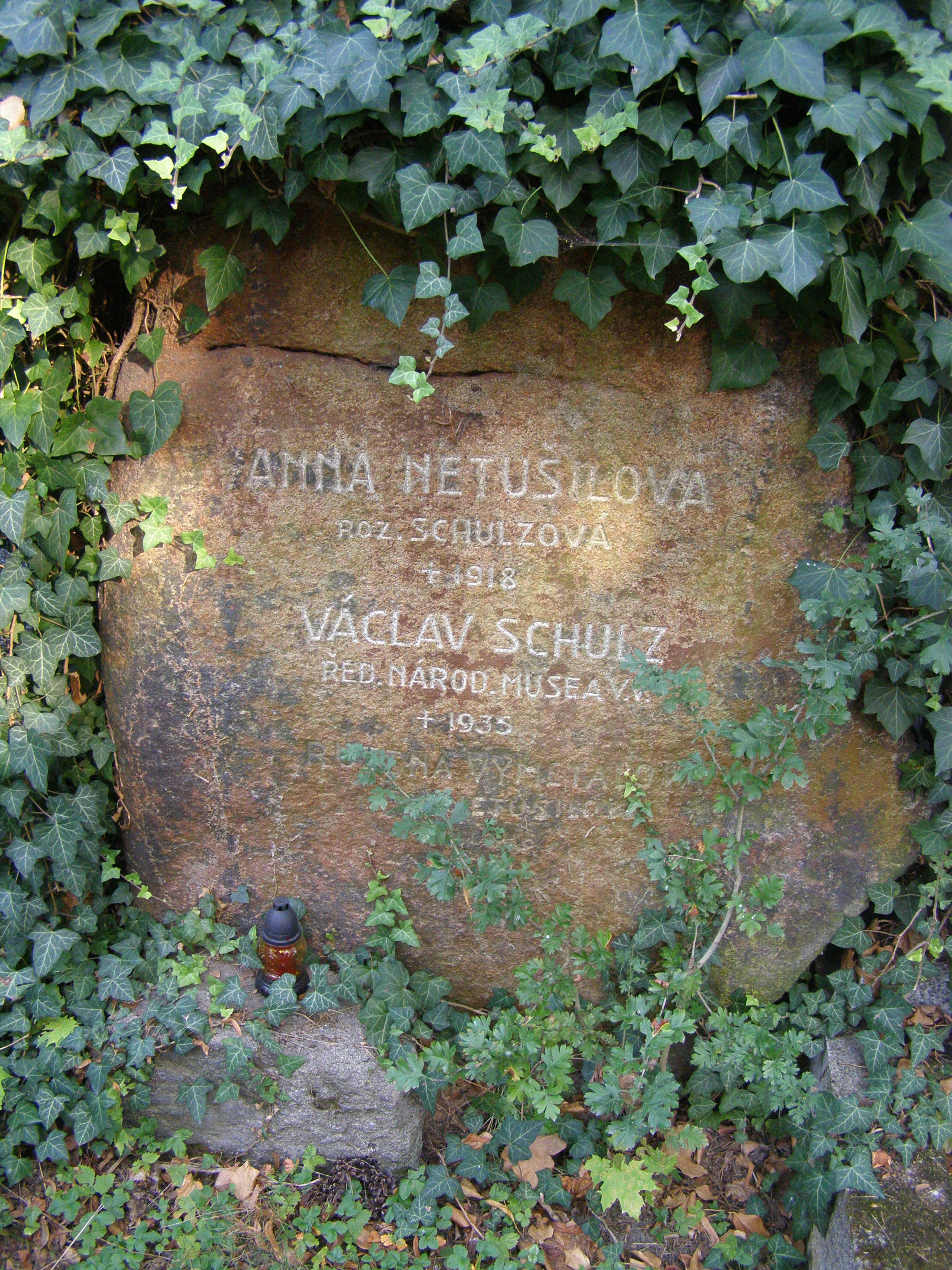
Hrob na hřbitově Malvazinky v Praze

Václav Antonín Schulz (14. července 1854, Nymburk – 7. prosince 1935, Praha) byl český archivář, publicista, historik a ředitel Archivu Národního Muzea v letech 1913–1915.

## Životopis

### Mládí a studium
Václav Schultz se narodil 14. července 1854 v Nymburku jako třetí dítě kupce a měšťana Wáclawa Šulce a Anny Šulcové (roz. Černé), dcery nymburského sládka. 2. dubna 1855 zemřela jeho matka a jeho otec si vzal Rosinu Baštovou. Václav absolvoval Filosofickou fakultu Univerzity Karlovy a poté krátce působil na novoměstském gymnáziu.

### Aktivní léta
V roce 1878 přijal místo v archivu Národního muzea jako odborný asistent. Roku 1880 zde působil jako kustod a od roku 1913 jako ředitel. Zasloužil se především o reorganizaci archivu, zkatalogizoval rozsáhlou sbírku archiválií a zasloužil se i o pořízení opisů archiválií. Působil také jako správce archeologických sbírek Národního muzea, byl mimořádným členem Královské české společnosti nauk a České akademie věd a umění. Spolupracoval na Ottově slovníku naučném a byl autorem řady odborných studií a článků.

### Penze a smrt
Roku 1915 odešel do penze. Traduje se, že svým předčasným odchodem pomohl kolegovi Václavu Hrubému, který díky tomu nemusel narukovat do války. Dále publikoval v mnoha vědeckých časopisech. Zemřel 7. prosince 1935 v Praze a své jmění odkázal Ústřední matici školské. Je pohřben na Malvazineckém hřbitově.